# Natalia Dyer
Natalia Danielle Dyer (* 13. ledna 1995, Nashville, Tennessee, USA) je americká herečka. Je známá především díky své roli Nancy Wheelerové ve sci-fi hororovém seriálu Stranger Things (2016–dosud). Účinkovala také v komediálním seriálu Based on a True Story (2023) stanice Peacock a ve filmech Yes, God, Yes (2019) a Co jsme viděli, co jsme slyšeli (2021).

## Život
Narodila se a vyrůstala v Nashvillu. S herectvím začala v divadle v průběhu dospívání. Vystudovala uměleckou školu v Nashvillu, následně se přestěhovala do New Yorku a zapsala se na Newyorskou univerzitu.
Od roku 2016 je její partner Charlie Heaton, který též hraje ve Stranger Things roli Jonathana Byerse.

## Kariéra
Svou kariéru začala během dospívání, kdy se účastnila projektů v Tennessee, herecký debut zaznamenala v roce 2009 postavou Clarissou Granger ve filmu Hannah Montana: The Movie. Dále ztvárnila menší role ve filmech The Greening of Whitney Brown a Blue Like Jazz. První hlavní rolí se pro ni stala ve svých 16 letech role ve filmu I Believe in Unicorns.
Průlomovou rolí se pro ni stala Nancy Wheelerová v seriálu Stranger Things, do níž byla obsazena v roce 2015 ve svých 20 letech.

## Filmografie

### Film
| Rok  | Název                           | Role             | Poznámky                  |
| ---- | ------------------------------- | ---------------- | ------------------------- |
| 2009 | Hannah Montana: The Movie       | Clarissa Granger |                           |
| 2010 | Too Sunny for Santa             | Janie            | krátký film               |
| 2011 | The Greening of Whitney Brown   | Lily             |                           |
| 2012 | Smutný jako jazz                | Grace            |                           |
| 2013 | Don't Let Me Go                 | Banshee          |                           |
| 2014 | After Darkness                  | Clara Beaty      | distribuováno v roce 2019 |
| 2014 | I Believe in Unicorns           | Davina           |                           |
| 2014 | The City at Night               | Adeline          | krátký film               |
| 2015 | Till Dark                       | Lucy             | krátký film               |
| 2016 | Long Nights Short Mornings      | Marie            |                           |
| 2017 | Yes, God, Yes                   | Alice            | krátký film               |
| 2018 | Mountain Rest                   | Clara            |                           |
| 2018 | After Her                       | Hailey           | krátký film               |
| 2019 | Velvet Buzzsaw                  | Coco             |                           |
| 2019 | Yes, God, Yes                   | Alice            |                           |
| 2019 | The Nearest Human Being         | Monique          |                           |
| 2019 | Tuscaloosa                      | Virginia         |                           |
| 2021 | Co jsme viděli, co jsme slyšeli | Willis Howell    |                           |
| 2023 | Chestnut                        | Annie            |                           |
| 2023 | All Fun and Games               | Billie           |                           |

### Televize
| Rok        | Název                 | Role             | Poznámky             |
| ---------- | --------------------- | ---------------- | -------------------- |
| 2016–dosud | Stranger Things       | Nancy Wheelerová | hlavní role, 33 dílů |
| 2023       | Based on a True Story | Chloe Lake       | vedlejší role        |

## Ocenění a nominace
| Ocenění | Rok                                         | Kategorie                                                            | Nominované dílo | Výsledek  |
| ------- | ------------------------------------------- | -------------------------------------------------------------------- | --------------- | --------- |
| 2017    | Young Artist Awards                         | Nejlepší výkon v televizním seriálu nebo filmu – teenagerská herečka | Stranger Things | nominace  |
| 2017    | Cena Sdružení filmových a televizních herců | Nejlepší obsazení v dramatickém seriálu                              | Stranger Things | vítězství |
| 2018    | Cena Sdružení filmových a televizních herců | Nejlepší obsazení v dramatickém seriálu                              | Stranger Things | nominace  |
| 2020    | Cena Sdružení filmových a televizních herců | Nejlepší obsazení v dramatickém seriálu                              | Stranger Things | nominace  |